# Fenrisgade
Fenrisgade er en lille gade på Ydre Nørrebro i Mimersgadekvarteret. Fenrisgade løber mellem Heimdalsgade og Hamletsgade.
Gaden er opkaldt efter Fenrisulven i den nordiske mytologi, et uhyre, der truer gudernes sikkerhed og dræbes i Ragnarok. Fenris var afkom af Loke og Angerbode, og bed krigsguden Tyrs arm af. Forbilledligt skildret i tegneserien "Valhalla".
Fenrisgade er navngivet allerede i 1914. Det kraftfulde navn taget i betragtning er gaden ret undseelig. Men afspejler dog de store ’ryk’ på ydre Nørrebro, da der er huse fra 1890’erne, 1930’erne, 50’erne og 80’erne. Og midt i al bragesnakken er der en kobberplakette med en ægyptisk, vinget sfinx. Dørene ind til opgangene på den lige side er fint udsmykkede. Over nr. 10 er der et fint trærelief ”Mit hus og hjem / Hav Gud i gem / Han det bevare / Fra ild, nød og fare”, signeret P H K 1927. 
Der er i alt seks opgange på Fenrisgade, husnumrene 2, 4, 6, 8 og 10 og 1. Der er udelukkende beboelse i Fenrisgade, men for hver ende af gaden ligger der et stort supermarked. Husene er fra ret forskellige perioder og i fire etager. Der er glascontainer, cykelstativer, brandhane og parkerede biler og cykler. 
I 1958 fandt man bl.a. følgende personer boende i gaden. Salgschauffør Haagensen, bestyrer Zum Vohrde, mekaniker Thomsen, kedelpasser Birkholm, chauffør Sørensen, salgschauffør Hansen (alle i nr. 1). Nr. 3-5 husede til gengæld Københavnske Brødfabrikkers bilværksted.